# Tuberculatus stigmatus
Tuberculatus stigmatus är en insektsart som först beskrevs av Matsumura 1917.  Tuberculatus stigmatus ingår i släktet Tuberculatus och familjen långrörsbladlöss. Inga underarter finns listade i Catalogue of Life.